# Centro Colombo
O Centro Colombo é um importante centro comercial de Lisboa (Portugal). Localizado na freguesia de Carnide, está edificado junto à avenida Lusíada e à Segunda Circular; o terminal de autocarros junto ao edifício e a estação de metropolitano do Colégio Militar permitem aos visitantes um fácil acesso ao local. Foi inaugurado a 15 de Setembro de 1997.
O nome do centro é uma homenagem a Cristóvão Colombo, navegador e explorador, responsável por liderar a frota que alcançou o continente americano em 1492. A arquitectura do espaço, bem como a sua decoração original, foram adaptadas à época dos descobrimentos portugueses, um dos períodos mais importantes da história de Portugal. As praças e ruas no interior do centro têm nomes alusivos à época quinhentista, tais como avenida dos Descobrimentos e praça Trópico de Câncer. Entre 2007 e 2009, a decoração interior do centro foi completamente renovada, misturando temas contemporâneos aos originais.
Possui bastante comércio tendo engraxador, lojas de roupa, lojas de comida, papelarias, uma capela, um hipermercado, etc. Também conta com cinemas, exposições esporádicas e jardins com diversos restaurantes. É hoje o maior centro comercial da Península Ibérica em número total de lojas.
O centro comercial tem 114 131 m² de área bruta locável com cerca de 338 lojas e 6 326 lugares para estacionamento.
No dia 26 de junho de 2022 ocorreu um incêndio no parque de estacionamento do centro comercial e um apagão.

## Torres de Colombo
As Torres do Colombo, previstas no projecto inicial como parte integrante do Centro Colombo, só começaram a ser edificadas em 2007 devido a um processo de embargo pela Câmara Municipal de Lisboa, resolvido entretanto pelos tribunais. A Torre Oriente foi finalizada em Março de 2009 e a Torre Ocidente em fevereiro de 2011. Elas são um complexo de escritório. Este complexo é composto de duas torres, cada uma com 13 andares, o que equivale a cerca de 30 metros de altura. A Torre Oriente foi inaugurada em Março de 2009 e em Fevereiro de 2011 foi a vez da Torre Ocidente, uma vez que as torres foram construídas uma de cada vez. As torres são na sua maioria envidraçadas, porém, têm uma fachada a condizer com o Centro Comercial. Esta obra iniciou-se com 17 anos de atraso, após vários embargos da Câmara Municipal de Lisboa.
Em 2023 avançou a terceira torre num investimento orçado em 100 milhões de euros e que irá criar mais um edifício de escritórios junto ao atual complexo.